# Anthony Lant
 (janvier 2010).
Si vous disposez d'ouvrages ou d'articles de référence ou si vous connaissez des sites web de qualité traitant du thème abordé ici, merci de compléter l'article en donnant les références utiles à sa vérifiabilité et en les liant à la section « Notes et références ».
Anthony Lant, plus connu sous le pseudonyme d'Antton, est un batteur britannique. Il est le frère de Conrad Lant, alias Cronos.

## Biographie
Il est célèbre pour avoir été le batteur du groupe de heavy metal anglais Venom de 1999 à 2009. Premier remplaçant du batteur originel Abaddon au sein du groupe, il sera lui-même remplacé en 2009 par Danny Needham, alias Danté.
Également batteur au sein de son propre groupe Def Con One, il participe également au nouveau groupe de Jeff Mantas et Tony Dolan, Mpire of Evil, entre 2010 et 2012. Il annonce en janvier 2012 son départ du groupe afin de se consacrer à sa famille et à Def Con One.

## Discographie

### AvecVenom
- 2000 : Resurrection
- 2006 : Metal Black
- 2008 : Hell

### AvecDef Con One
- 2008 : Blood Soaks The Floor (album demo)
- 2011 : Def Con One (EP demo)
- 2012 : Warface
- 2013 : Brute Force And Ignorance (EP)
- 2014 : II

### AvecMpire of Evil
- 2011 : Creatures Of The Black (EP)
- 2012 : Hell To The Holy